# 노팅힐 인종 폭동
노팅힐 인종 폭동(영어: Notting Hill race riots)은 1958년 8월 30일부터 9월 5일까지 잉글랜드 런던 노팅힐에서 발생한 인종 관련 폭동이다.
노팅힐 인종 폭동은 8월 20일에 젊은 백인 깡패가 서인도 사람과 결혼한 스웨덴 여성, 바브릿 모리슨을 공격하면서 시작되었다. "테디 보이"라고 불리는, 300명 ~ 400명의 백인 폭도는 저녁에 브람리로드에 위치한 서인도 주택가의 주민을 습격했다.